# Arne Johan Vetlesen
Arne Johan Vetlesen (Oslo, 10 settembre 1960) è un filosofo norvegese.

## Biografia
Ha conseguito il cand.mag. (simile a BA) in sociologia e antropologia, prima di studiare presso l'Università Johann Wolfgang Goethe di Francoforte sul Meno dal 1985 al 1990. Ha preso il dottorato di ricerca presso l'Università di Oslo nel 1993. Prima di diventare professore ordinario presso l'Università di Oslo nel 1998, Vetlesen ha lavorato come ricercatore e professore associato. È membro della Norwegian Academy of Science and Letters. I suoi libri in inglese sono A Philosophy of Pain (2009), Evil and Human Agency (2005), Perception, Empathy, and Judgment (1994), e Closeness (1997).